# Josef Slavíček
Josef Slavíček (* 2. července 2002 Velké Popovice) je český lední hokejista hrající na postu útočníka.

## Život
S hokejem začínal ve své rodné obci, v tamním Slavoji. Mládežnická léta strávil v pražské Spartě, odkud na sezónu 2020/2021 odešel na hostování do Baníku Sokolov. Na další ročník se vrátil zpět do Sparty a hrál za její juniory. Na jedno utkání se navíc objevil mezi muži Sparty. Následně ještě odešel do finské juniorské soutěže, kde hrál za celek TuTo Hockey z Turku. Celou sezónu 2022/2023 strávil na hostování v Litoměřicích a další ročník (2023/2024) hostoval v pražské Slavii.